# 開洛蒙
開洛蒙（英語：kairomone，“恰当时机”）是一種與費洛蒙相似的訊息傳遞素，由生物體發出，它是一個發生於種間競爭之間的現象，而這種類似於“竊聽”的現象往往對發出者不利，因此亦被稱為利他素。 而其他與其不同的訊息傳遞素尚有對自己有利的阿洛蒙（allomone）和對雙方都有好處的新洛蒙（synomone）。該術語主要用於昆蟲學領域（對昆蟲的研究）。開洛蒙提供兩種主要的生態線索；它們通常是表明接收者的食物來源，又或是表明捕食者的存在，其中後者較不常見或較少研究。

## 捕食者用它们来寻找猎物
一些特定的掠食性甲蟲會利用樹皮甲蟲產生的信息素找到樹皮甲蟲（獵物）。在這種情況下，產生的化學物質既是一種信息素（樹皮甲蟲之間的交流），也是一種開洛蒙（竊聽）。這是因為掠食性甲蟲被發現它們會被利用樹皮甲蟲信息素做誘餌的昆蟲陷阱所吸引。
不同種類的信息素可以被接收者利用作為開洛蒙。德國黃蜂（Vespula germanica）被雄性地中海果蠅（Ceratitis capitata）產生的信息素所吸引，當雄性果蠅聚集在一起進行交配展示時，會導致一些果蠅死亡。此外，蜘蛛亦會被肉螞蟻（Iridomyrmex purpureus）的警報信息素（用於傳達威脅的存在）所吸引。

## 猎物用它们来适应捕食者
一些獵物利用來自捕食者的化學物質，將這些線索作為捕食風險水平的指標，並在必要時改變其形態。由捕食者的存在引起的形態變化被稱為捕食者誘導的多形態性，並發生在各種動物身上。例如，水蚤在暴露於捕食者或它們生活過的水中時顯示出 "頭盔 "的形成。它們的捕食者包括枝角目（如Leptodora kindtii）和一種蠓（Chaoborus flavicans）的幼蟲。它們對這些開洛蒙的反應是將它們的頭盔（一種保護性結構）的尺寸擴大一倍。這些形態上的變化使它們更安全地躲避捕食者。
小鼠本能地害怕其自然捕食者的氣味，包括貓和老鼠。這種情況甚至發生在已經與捕食者隔離了數百代的實驗室小鼠身上。當負責恐懼反應的化學線索從貓的唾液和老鼠的尿液中純化出來後，發現了兩個同源的蛋白質信號。是貓Mup基因的產物， Fel d 4 (Felis_domesticus allergen 4)；和老鼠Mup13基因的產物，Rat n 1 (Rattus_norvegicus allergen 1)。小鼠對這些主要的尿液蛋白感到恐懼，即使它們是在細菌中產生的。

## 应用
与費洛蒙一样，開洛蒙亦可作為“引诱剂”，將害蟲物種引誘到含有殺蟲劑的地方。然而，它们也可能被用来引诱想要的物种，由寄生蜂的宿主產生的開洛蒙已被用來試圖吸引它們並使它們留在作物周圍以減少食草害蟲量，但是如果應用的開洛蒙分散了它們尋找真正宿主的注意力，這反而可能導致食草害蟲的攻擊減少。 研究表明，開洛蒙能有效地吸引雌性非洲甘蔗螟蟲在枯葉上產卵。 
最近的发现表明，掠食者会被共存掠食者的气味所吸引。 